# Wadi Dara

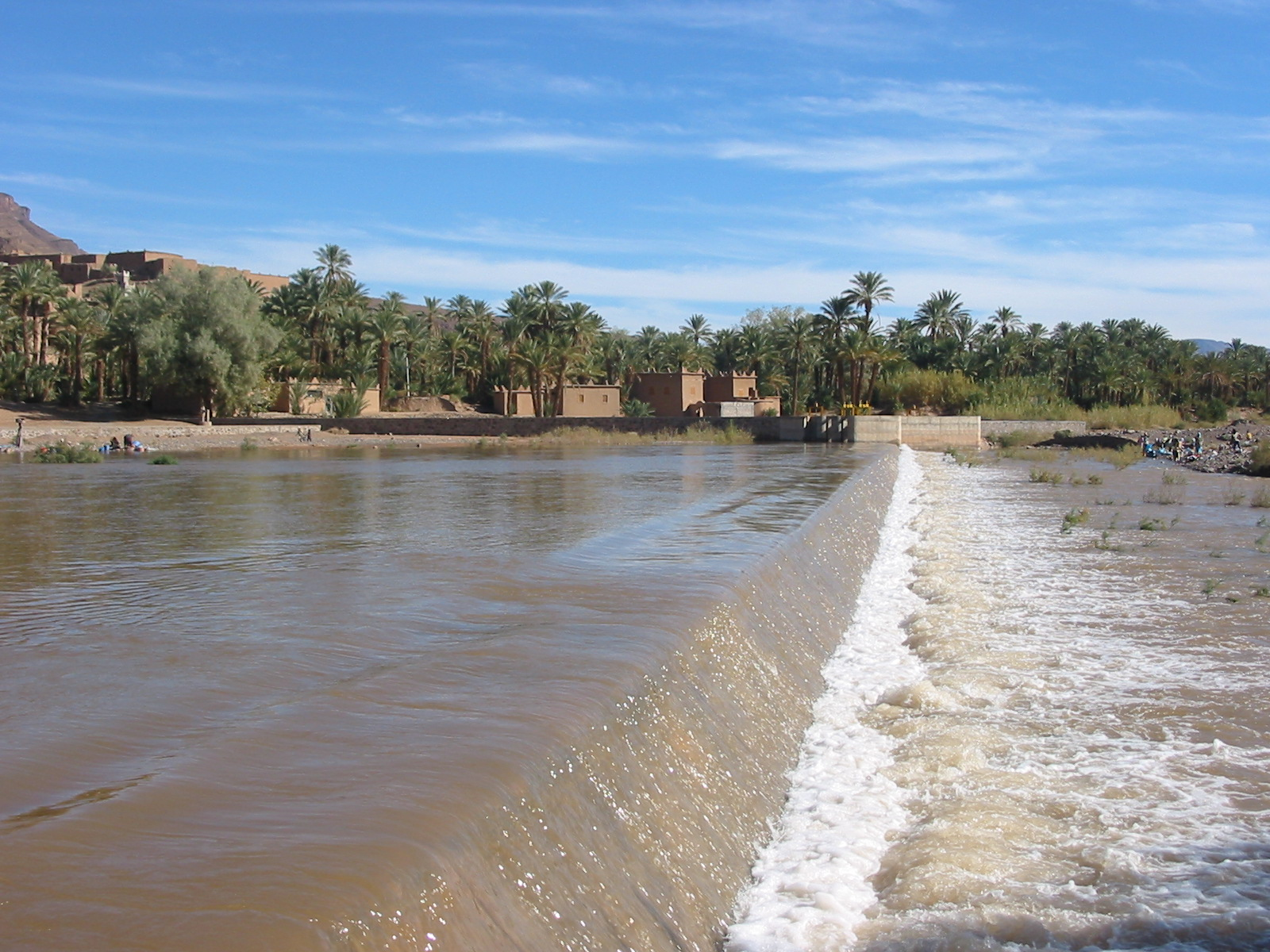
Rzeka Dara w Akdaz

Wadi Dara (arab. درعَا, fr. Oued Draâ) – nazwa rzeki i doliny w południowym Maroku.
Dara jest jedną z najdłuższych rzek w Maroku. Częściowo przebiega na granicy z Algierią. Źródła rzeki znajdują się Atlasie Wysokim. Uchodzi do Oceanu Atlantyckiego na północ od miasta Tantan. Ma długość ok. 1150 km. Na rzece wybudowano zaporę, zbiornik retencyjny i elektrownię Al-Mansur ad-Dahbi.

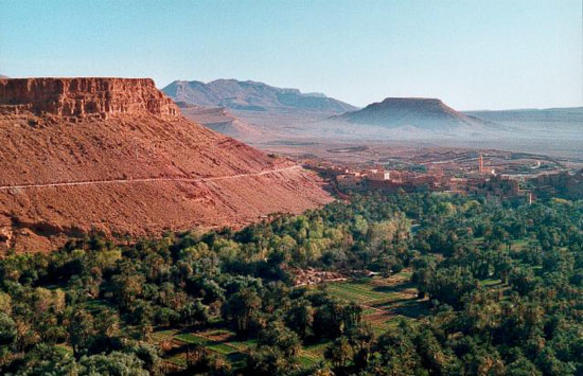
Dolina rzeki Dara

W dolinie rzeki Dara o powierzchni około 23 tys. km² żyje około 255 tys. ludzi (1997). Leżą tam m.in. miasta Zakura i Akdaz. Dolina jest znana także z wielu górujących nad nią ufortyfikowanych zespołów obronnych zwanych kasbami, będącymi celem wycieczek.
Dopływy
Wadi Dadis - prawy